# Deportes tradicionales de la Comunidad Valenciana

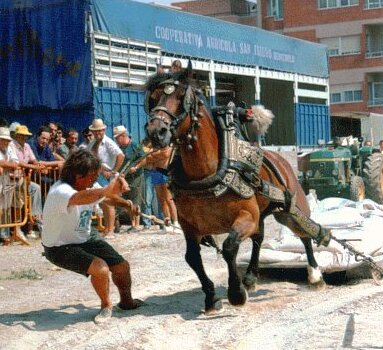
Competición de tiro y arrastre en Benicarló.

El deporte autóctono por antonomasia es el juego de la pelota valenciana, del cual existe una selección valenciana que participa en las competiciones de pelota internacionales oficiales. Este deporte se practica en más de ocho modalidades distintas, bien en la calle o bien en un trinquete. Durante las partidas es típico que el público se encuentre invadiendo el área de juego, y uno o dos marxadors recogen las apuestas que hacen por el equipo de blaus (azules) o por el de rojos, los únicos colores utilizados en la indumentaria de los pilotaires. La importancia que se le da a este deporte es tal que desde hace varios en las escuelas públicas se incluye como materia educativa, y la disponibilidad obligatoria de un trinquete en sus instalaciones deportivas.
El tiro y arrastre también es un deporte autóctono de la Comunidad Valenciana, el cual consiste en la carrera de un caballo cargado con un carro lleno de sacos de arena. Su origen se remonta a los años 1940 como una disciplina en la que participaban agricultores. En la actualidad, con la disminución de la importancia de los animales de tiro en la producción agraria, se ha encarecido enormemente el costo de mantener estos animales. Debido a ello, y a la ausencia de subsidios, en los últimos años la práctica de este deporte ha retrocedido. A su vez, las escasas sociedades de tiro formadas para fomentarlo limitan su actividad a la organización de los eventos y a conseguir fondos mediante la venta de publicidad en los mismos.
Otro de los deportes más característicos es la colombicultura, o palomos deportivos, que se empezó a practicar especialmente a partir de los años 1920, extendiéndose por toda la región, del que se entrena una raza propia de paloma, el buchón valenciano.